# Museo de Arte Erótico de Hamburgo
El Museo de Arte Erótico es un museo que exhibe arte erótico en Hamburgo (Alemania). El museo está ubicado en el distrito de St. Pauli. 

## Historia
El museo fue inaugurado en noviembre de 1992 en el número 69 de la Bernhard-Nocht-Straße. En 1997 se mudó al Nobistor y para su décimo aniversario en 2002 regresó a la antigua casa de Bernhard-Nocht-Straße con 2000 metros cuadrados de espacio expositivo.
La colección del museo incluyó más de 1,000 obras de arte histórico que van desde el siglo VI hasta la actualidad. El museo posee obras de George Grosz, Otto Dix, Pablo Picasso, Keith Haring y Tomi Ungerer. Además de las exposiciones permanentes, también tuvieron lugar exposiciones temporales. Hasta su cierre en 2007, tuvo dos millones de visitantes. 
El Museo de Arte Erótico se ha abierto en una nueva ubicación desde abril de 2018 y es un lugar para el arte erótico internacional con estrechos vínculos con artistas de St. Pauli. Las obras del artista de collage Friedrich Frahm y las fotografías eróticas del reconocido fotógrafo Günter Zint se pueden ver en la exposición. Hay exposiciones temáticas alternas alrededor del Eros y sus diversas variedades.

## Restos de la colección del "antiguo" Museo de Arte Erótico
En 2005, una colección de aproximadamente 1200 obras del artista de Hamburgo Friedrich Frahm se exhibió en un área especial de 200 metros cuadrados en la parte del sótano del Museo de Arte Erótico. En 2007 cerró el museo, pero a Frahm se le permitió continuar en el mismo lugar donde exhiben sus obras  y continuar con el nombre de Museo de Arte Erótico. En 2012, Frahm trasladó sus obras a Bernhard-Nocht-Strasse 75–79 como parte de un nuevo desarrollo del sitio. En estas nuevas habitaciones, justo al lado de la entrada original del Museo de Arte Erótico, se pueden ver unos 650 de sus collages en una exposición permanente.
El paradero de la colección original del museo no está claro después de una disputa legal entre el fundador y operador del museo Claus Becker y la empresa inmobiliaria GGS Stellingen de Burim Osmani, quien adquirió el edificio del museo después de la venta por ejecución hipotecaria.